# Consulat général de France à New York
Le consulat général de France à New York (Consulate general of France) est une représentation consulaire de la République française à New York, aux États-Unis. Le consulat général est installé dans la Charles E. Mitchell House, au 934 de la Cinquième Avenue (934 Fifth Avenue), entre la 74e rue et la 75e rue, face à Central Park.
Le consulat est chargé de la protection et du suivi administratif des Français établis ou de passage dans sa circonscription, au nombre d'environ 80 000. Placé sous l'autorité de l'ambassade de France aux États-Unis à Washington, D.C., sa circonscription consulaire s'étend sur trois États fédérés (New York, Connecticut et New Jersey), ainsi que sur le territoire britannique d'outre-mer des Bermudes dans l'océan Atlantique.
Si le 934 Fifth Avenue accueille depuis plus de soixante ans la communauté française de New York, cet hôtel particulier est aussi un des derniers vestiges architecturaux du XIXe siècle de la Cinquième Avenue. En effet, avant d'abriter le consulat général de France, le 934 était d'abord la résidence de Charles E. Mitchell (en), président de la National City Bank (devenue Citibank).
Depuis 2024, Cédrik Fouriscot (d) en est le consul général.

## Histoire

### Résidence de Charles E. Mitchell (1925–1933)

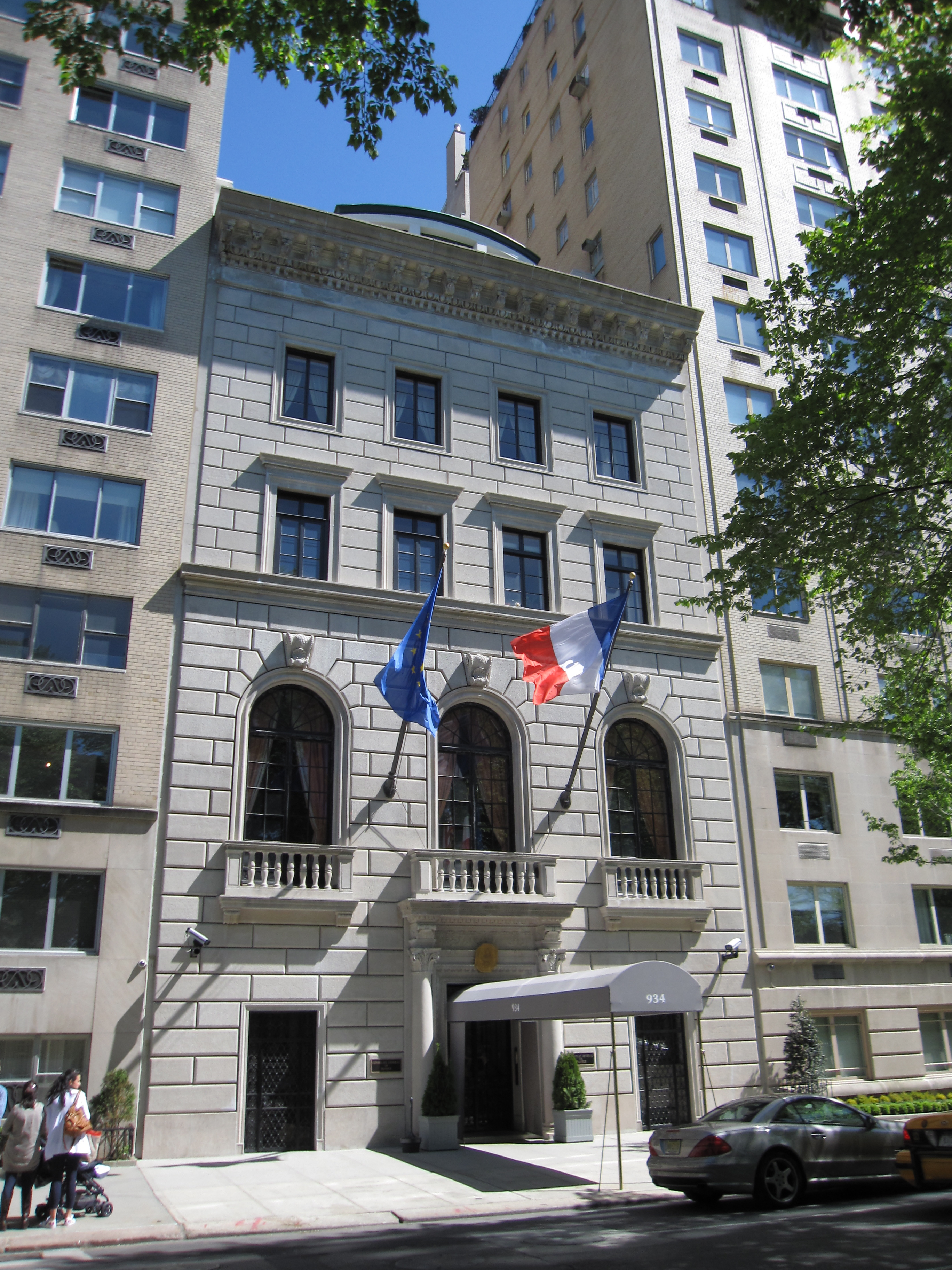
Entrée du consulat.

D'inspiration Renaissance italienne, l'hôtel particulier, conçu par les architectes A. Stewart Walker et Leon N. Gillette (en), est construit entre 1925 et 1926 sur la Cinquième Avenue pour Charles E. Mitchell.
Durant sa résidence au 934, de 1925 à 1933, Charles E. Mitchell était particulièrement estimé des milieux financiers et prodiguait, de manière informelle, des conseils aux présidents américains Warren G. Harding et Herbert Hoover. Cependant, son épouse, Elizabeth Mitchell, fait du 934 un lieu de renom par les nombreuses soirées musicales qu'elle y organisait. Ainsi, des musiciens tels que George Gershwin, Fritz Kreisler, Rudolph Ganz (en), Ignacy Paderewski ou encore José Iturbi se produisaient régulièrement dans le salon rose du 934 Fifth Avenue.
Au début des années 1930, à la suite du krach boursier et des enquêtes financières le concernant, Charles E. Mitchell perd une grande partie de sa fortune et doit quitter New York, renonçant à sa demeure.
Le 934 est pourtant le seul survivant des sept hôtels particuliers que comptait anciennement ce block. Les premières demeures établies dans les années 1880 furent remplacées en moins de cinquante ans par des grands immeubles d'habitation, tout aussi luxueux. La Charles E. Mitchell House a pu être conservée grâce à son acquisition en mars 1942 par le régime de Vichy qui y installe son consulat général.
- Intérieur lors de l'édition 2018 de l'Open House New York (en)

Intérieur lors de l'édition 2018 de l'Open House New York
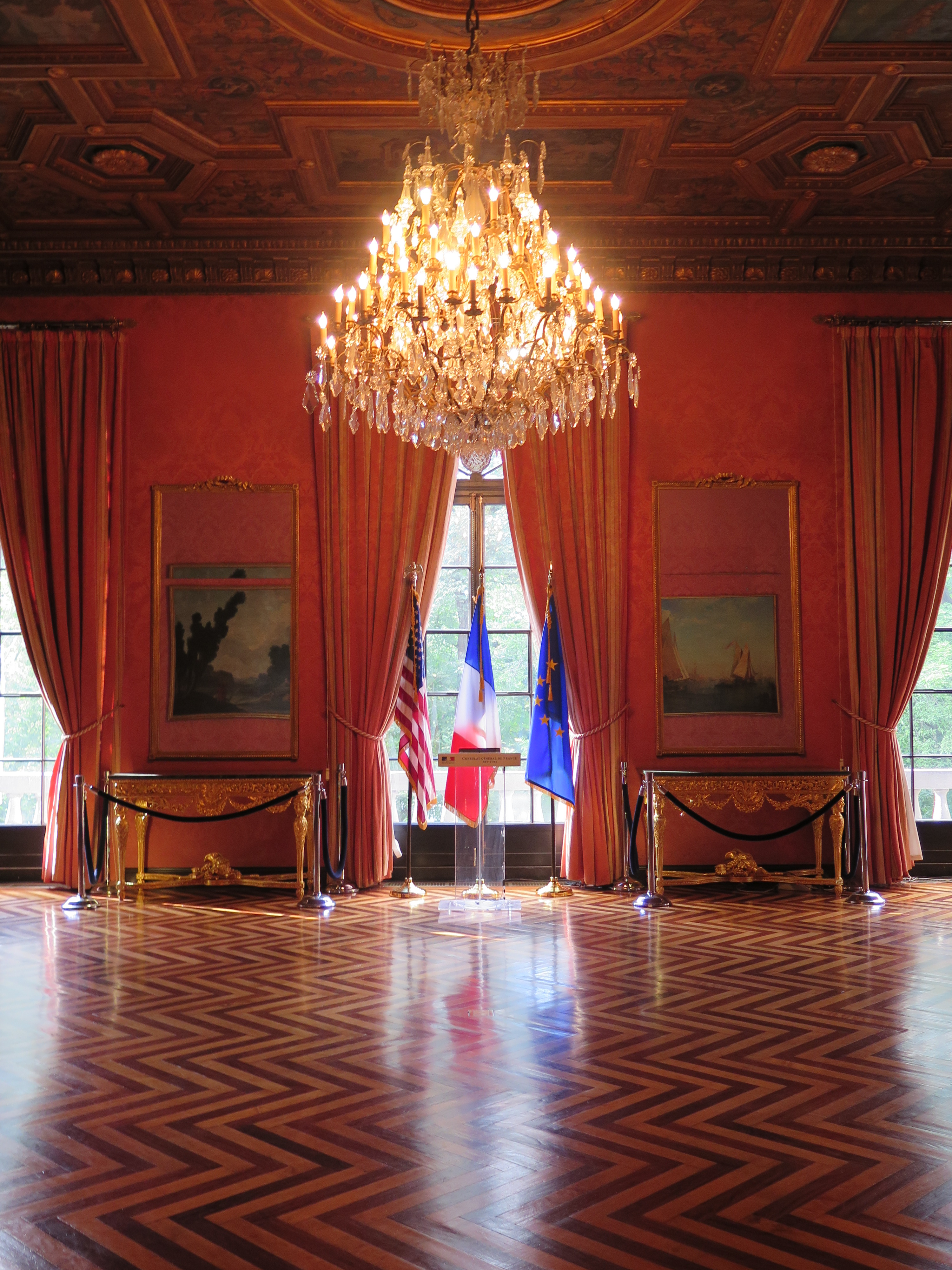
Salon rose.
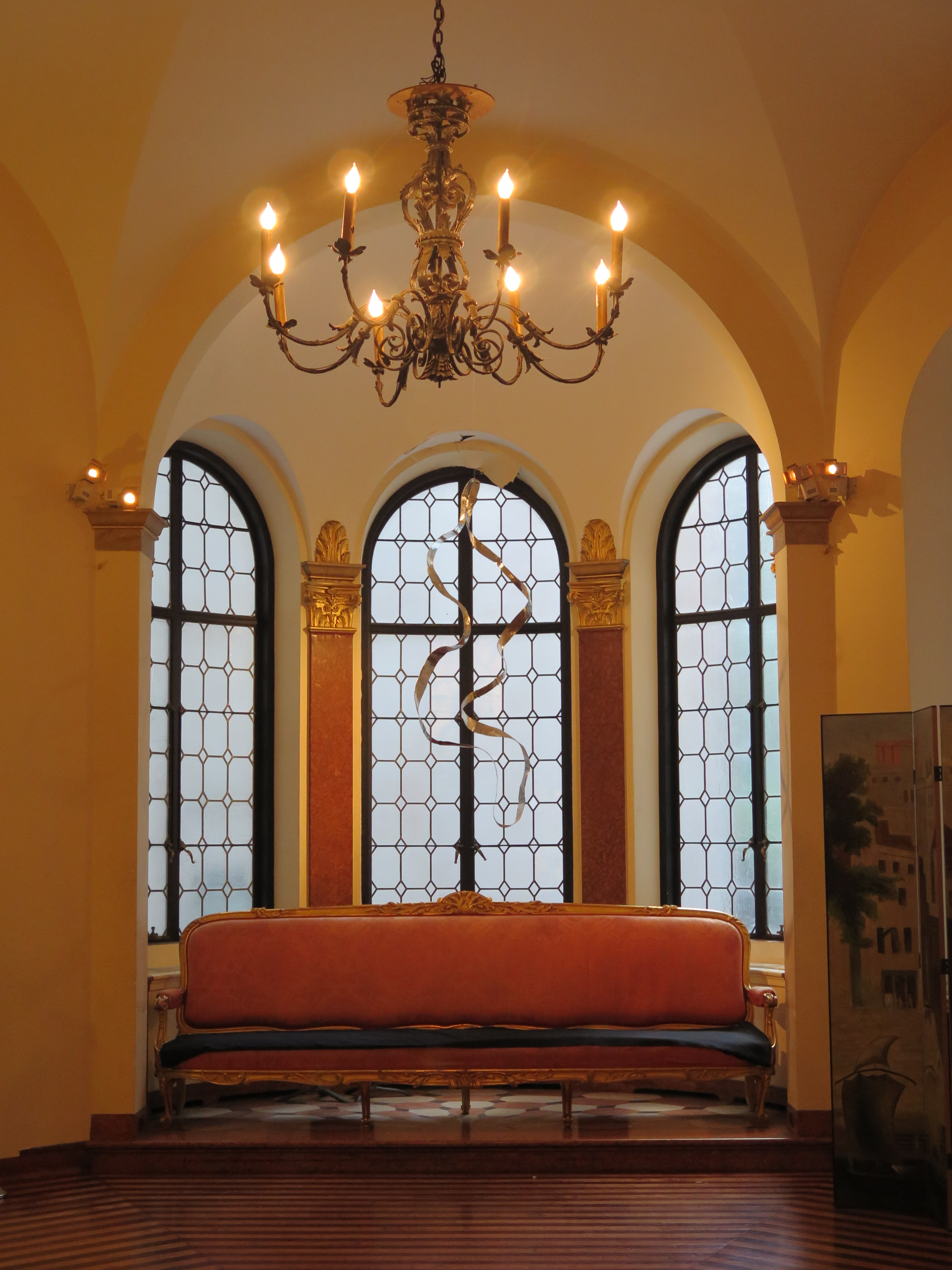
Salon « chapelle ».
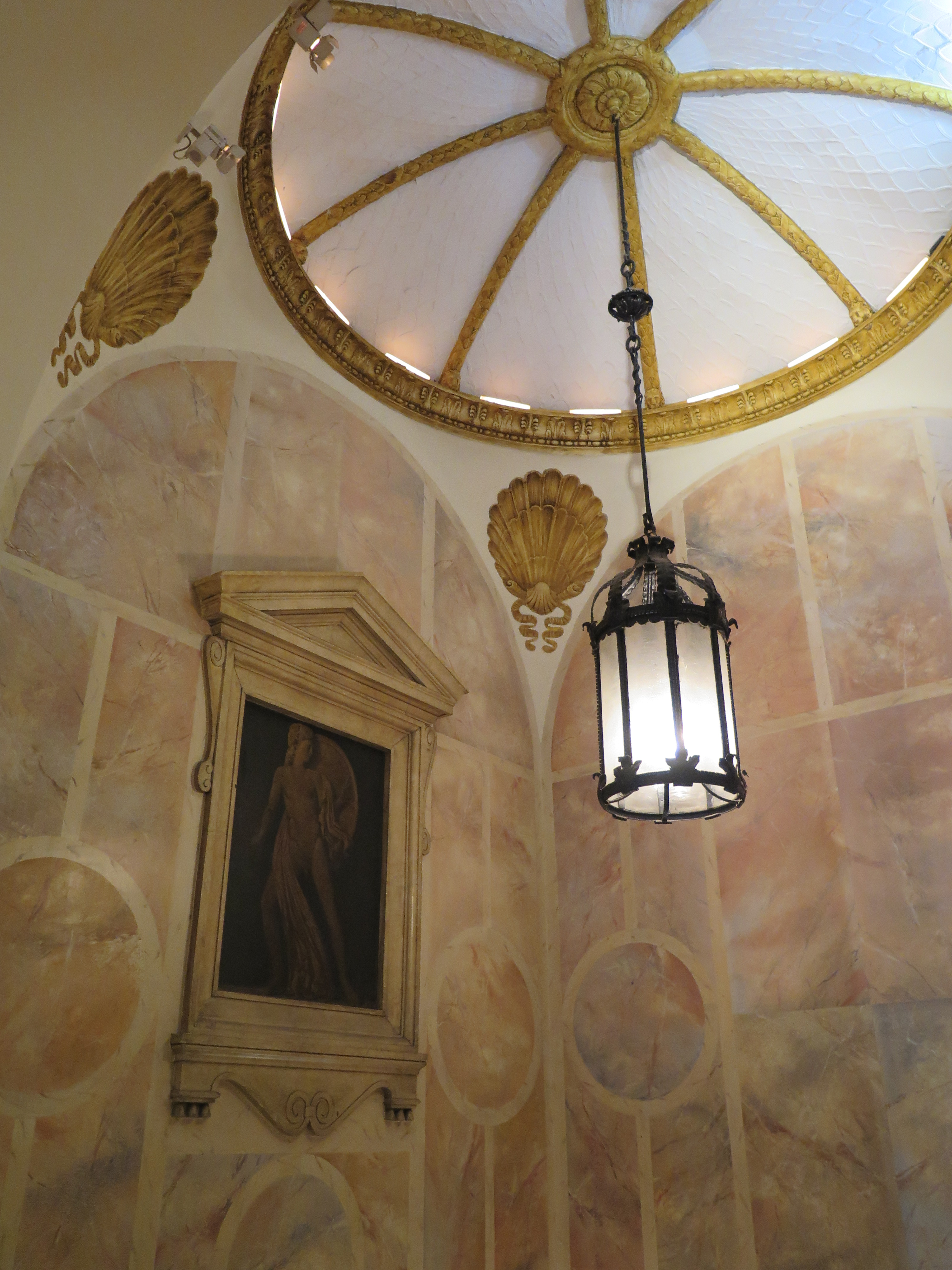
Escalier débouchant sur le salon « cheminée ».

### Consulat

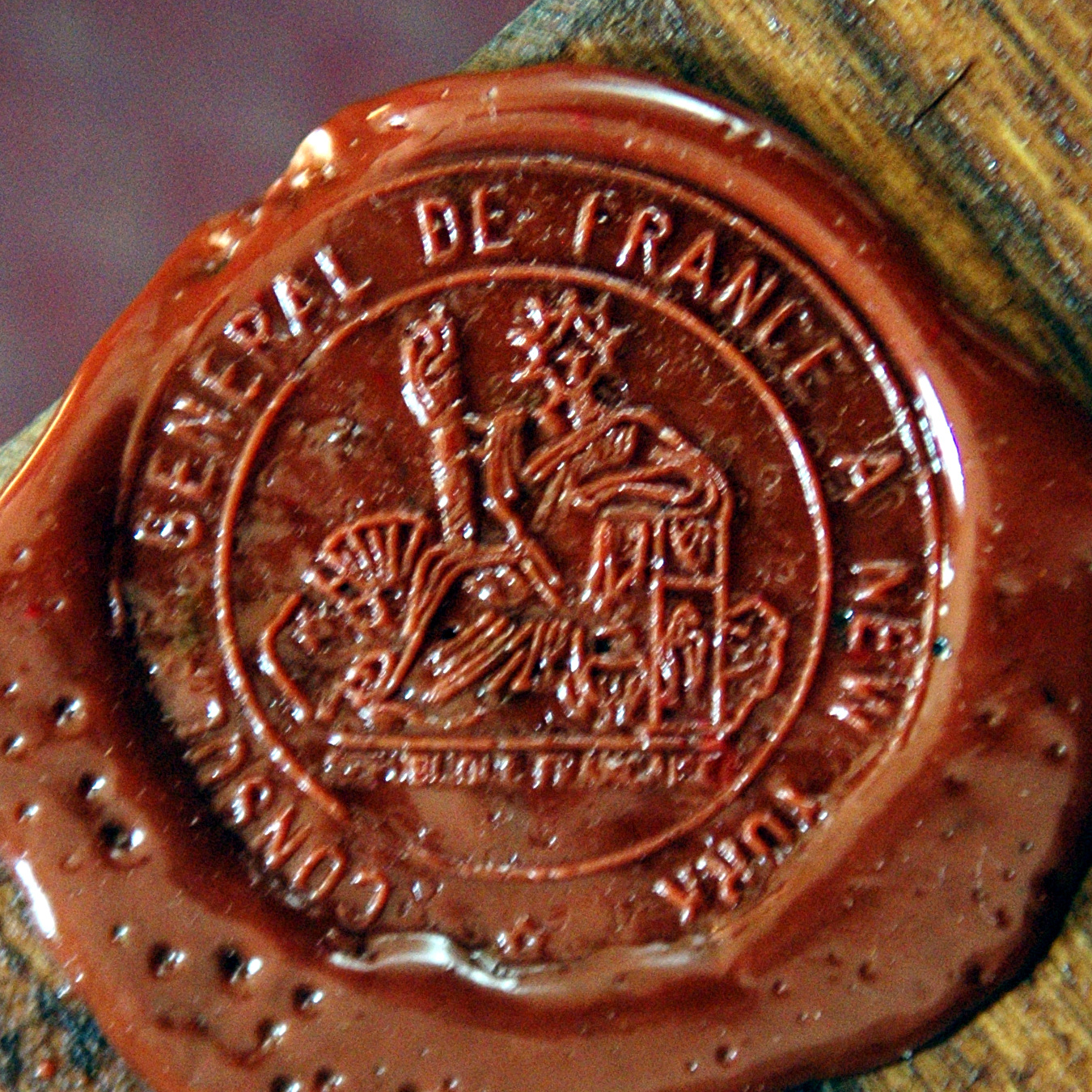
Grand sceau de France du consulat général à New York.

Partenaires historiques, la France et les États-Unis entretiennent une relation de proximité et d'amitié dès les premières heures de la nation américaine, avec la aide de la France dans la guerre d'indépendance. La première représentation consulaire française est établie à Philadelphie en 1778. Dès 1783, un consulat français est établi à New York, le premier consulat à s'installer dans cette ville. St John de Crèvecœur devient le premier consul. En revanche, peu d'informations sont connues quant aux bâtiments qui abritaient le consulat au cours des XVIIIe et XIXe siècles.
De 1933 à 1952, le consulat général de France est localisé au Rockefeller Center au 610 de la Cinquième Avenue. En dépit du caractère prestigieux de l'installation, il est décidé en 1941 d'acquérir un autre bâtiment qui pourrait accueillir les bureaux et la résidence du consul. Ainsi, en 1942, le 934 de la Cinquième Avenue devient une propriété française. Néanmoins, ce n'est qu'en 1943, après le rétablissement des relations franco-américaines (interrompues sous le régime de Vichy), que les affaires consulaires peuvent reprendre avec la France libre.
Fidèle à l'esprit de ses fondateurs, Charles E. Mitchell et son épouse, qui avaient conçu le 934 comme un lieu de culture, notamment littéraire et musicale, le consulat continue de perpétuer cette tradition en accueillant, chaque année, de nombreux événements autour de la communauté française. Ainsi le 934 reçoit, dans ses salons, jusqu'à 150 événements par an, comme les mensuelles Conférences 934 qui réunissent des intervenants français et américains.

## Liste des consuls généraux de France à New York

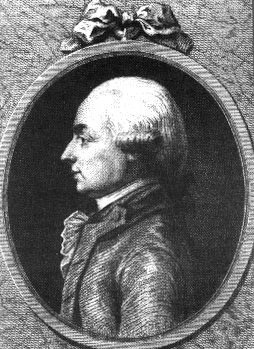
J. Hector St John de Crèvecoeur a été le premier consul de France à New York, à partir de 1783.

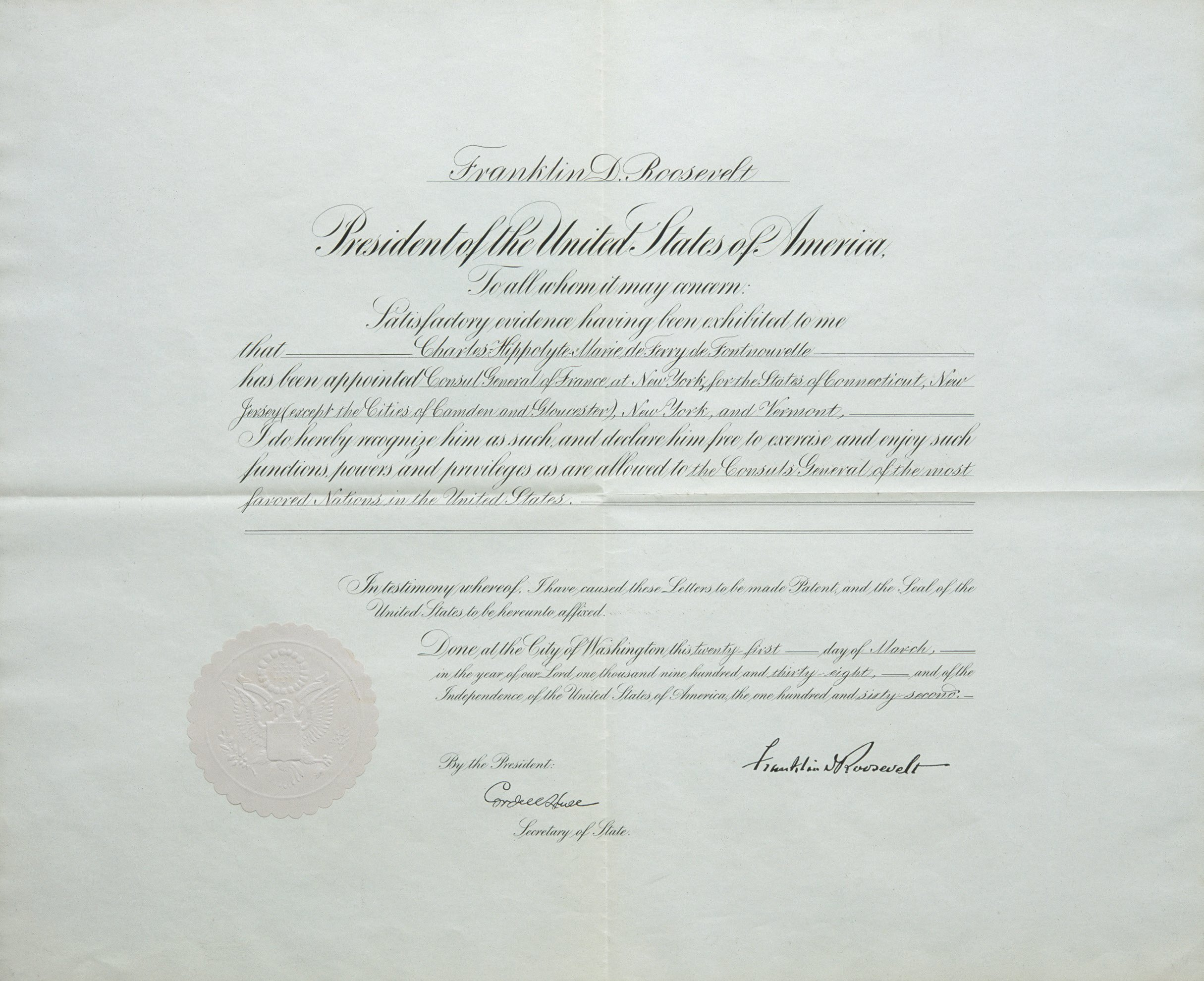
Exequatur accordé par le président des États-Unis, Franklin D. Roosevelt, au consul général de France, Charles Hippolyte Marie de Ferry de Fontnouvelle, le 21 mars 1938.

Les consuls généraux ont été successivement :
| Consul général                                           | Décret de nomination | Décret de nomination |
| -------------------------------------------------------- | -------------------- | -------------------- |
| J. Hector St John de Crèvecoeur                          | 1783                 |                      |
| Antoine-René-Charles-Mathurin de La Forest (par intérim) | 1785                 |                      |
| J. Hector St John de Crèvecoeur                          | 1787                 |                      |
| ...                                                      |                      |                      |
| Jean-Marie Sotin de La Coindière                         | 1798                 |                      |
| ...                                                      |                      |                      |
| Alcide Ebray                                             | 1905                 |                      |
| Étienne Lanel                                            | février 1907         | [ JO 1 ]             |
| Bosseront d'Anglade                                      | 4 novembre 1913      | [ JO 2 ]             |
| Gaston Ernest Liébert                                    | 4 janvier 1916       | [ JO 3 ]             |
| Charles Barret                                           | 19 mars 1923         | [ JO 4 ]             |
| Maxime Mongendre                                         | 3 novembre 1924      | [ JO 5 ]             |
| Charles de Ferry de Fontnouvelle (en)                    | 1er septembre 1931   | [ JO 6 ]             |
|                                                          | 1940                 |                      |
| ...                                                      |                      |                      |
| Ludovic Chancel                                          |                      |                      |
| Roger Seydoux                                            | 23 septembre 1950    | [ JO 7 ]             |
| Jean Vyau de Lagarde (d)                                 | 19 mars 1952         | [ JO 8 ]             |
| Jacques Baeyens (d)                                      | 20 mai 1957          | [ JO 9 ]             |
| Raymond Laporte                                          | 24 novembre 1958     | [ JO 10 ]            |
| Michel Legendre (d)                                      | 2 avril 1963         | [ JO 11 ]            |
| Jean Beliard (d)                                         | 10 décembre 1968     | [ JO 12 ]            |
| Henri Claudel (d)                                        | 14 octobre 1969      | [ JO 13 ]            |
| Gérard Gaussen (d)                                       | 7 décembre 1972      | [ JO 14 ]            |
| Gérard Le Saige de La Villèsbrunne (d)                   | 28 février 1978      | [ JO 15 ]            |
| Bertrand de Guilhem La Taillade                          | 21 janvier 1981      | [ JO 16 ]            |
| André Gadaud (d)                                         | 17 juillet 1984      | [ JO 17 ]            |
| Benoît d'Aboville (tr)                                   | 28 février 1989      | [ JO 18 ]            |
| André Baeyens (d)                                        | 15 juillet 1993      | [ JO 19 ]            |
| Patrick Gautrat (d)                                      | 3 janvier 1996       | [ JO 20 ]            |
| Richard Duqué (tr)                                       | 16 janvier 1998      | [ JO 21 ]            |
| François Delattre                                        | 21 juin 2004         | [ JO 22 ]            |
| Guy Yelda (d)                                            | 19 mai 2008          | [ JO 23 ]            |
| Philippe Lalliot (tr)                                    | 15 mai 2009          | [ JO 24 ]            |
| Bertrand Lortholary (d)                                  | 22 août 2012         | [ JO 25 ]            |
| Anne-Claire Legendre                                     | 10 février 2016      | [ JO 26 ]            |
| Jérémie Robert (d)                                       | 31 juillet 2020      | [ JO 27 ]            |
| Cédrik Fouriscot (d)                                     | 2 mai 2024           | [ JO 28 ]            |

## Liste des œuvres exposées
| Image | Titre                                                                | Auteur                | Date      | Technique       | Format    |
| ----- | -------------------------------------------------------------------- | --------------------- | --------- | --------------- | --------- |
|       | Le Triomphe de Mardochée                                             | Jean-François de Troy | XVIIIe s. | Tapisserie      | 4 × 7,4 m |
|       | L'Enfant reconnaissant                                               | Henriette Lorimier    | ~1810     | Huile sur toile |           |
|       | Le Lac                                                               | Hubert Robert         | 1768      |                 |           |
|       | Louis, dauphin de France (réplique, original au musée de l'Ermitage) | Louis Tocqué          | 1739      |                 |           |

## Consulats honoraires
Il supervise quatre consuls honoraires situés respectivement à :
- Hamilton (Bermudes)
- Hartford (Connecticut)
- Princeton (New Jersey)
- Buffalo (New York)

## Services culturels de l'ambassade de France
Les services culturels de l'ambassade ont leur siège principal à New York, au 972 de la Cinquième Avenue, dans l'ancienne résidence de la famille Whitney, la Payne Whitney House. On y trouve également la seule librairie française de la ville : la librairie Albertine.